# World’s Most Amazing Videos
World’s Most Amazing Videos – program telewizyjny z gatunku reality show, w którym prezentowane są filmy z wypadków, katastrof, pościgów policyjnych itp. Filmy niejednokrotnie nakręcone są metodą amatorską przez przypadkowe osoby.
Pierwsza seria programu emitowana była w telewizji NBC od 15 lutego 1999 do 11 grudnia 2000. Po sześciu latach przerwy zrealizowano drugą serię, która emitowana była w telewizji Spike. Program jest emitowany w Wielkiej Brytanii w dwóch stacjach: Virgin1 oraz Bravo. W Australii program dostępny jest w płatnej telewizji Fox8.
W Polsce był emitowany m.in. w TVP 3, Polsacie oraz Reality TV jako Niewiarygodne, ale prawdziwe. W 2011 r. transmitowany był w TV Puls pod tytułem Szok Video. Oglądalność programu w TV Puls wynosiła około 450 000 widzów.